# Ecaterina Andronescu
Ecaterina Andronescu (n. 7 aprilie 1948, Malovăț, Mehedinți, România) este un politician român, membră a Partidul Social Democrat, președinte al Senatului Universității Politehnica din București.

## Biografie
În 1972 a absolvit Facultatea de Chimie Industrială, specializarea Știința și ingineria materialelor oxidice, din cadrul Universității Politehnica din București. A obținut titlul de doctor în chimia fizică a compușilor oxidici în 1982. În 2004 ea a devenit rectorul Universității Politehnica din București. Tot în anul 2004 a fost aleasă președintele Consiliului Național al Rectorilor din România. În anul 2008 a fost reconfirmată pentru un nou mandat de patru ani în fruntea Consiliului Național al Rectorilor.
Din 1996 este membră PSD, iar din 1997 este membră a Consiliului Național PSD, al Biroului Executiv Central și Vicepreședinte al Organizației PSD a Municipiului București. Din anul 2006 este vicepreședinte al Partidului Social Democrat. A fost aleasă deputată în legislaturile 1996-2000, 2000-2004, 2004-2008 pe listele PSD, și senatoare în legislaturile 2008-2012 și 2012-2016, din partea aceluiași partid. În perioada 2000-2003 a fost ministru al educației.
Membru fondator al Societății Române a Ceramiștilor, membru al Societății de Inginerie Chimică, membru al Academiei Oamenilor de Știință. Distinsă cu Ordinul Steaua României în rang de Cavaler (2002).
Din 22 decembrie 2008 și până pe 1 octombrie 2009 a fost ministrul Educației, Cercetării și Inovării în Guvernul Boc. Ecaterina Andronescu a demisionat din funcție pe data de 1 octombrie 2009, în același timp cu miniștrii social-democrați, în semn de solidaritate cu Dan Nica, care fusese demis de Emil Boc. A câștigat un mandat de europarlamentar în 2012, la care a renunțat în favoarea lui Victor Negrescu. La data de 2 iulie 2012 a devenit din nou ministru al Educației și Cercetării, poziție pe care a deținut-o până pe 21 decembrie 2012.

## Activitate civică
Este președintele "Asociației profesorilor social democrați".

## Activitate publicistică,științifică, în foruri academice
A scris peste 186 de lucrări științifice publicate în reviste de specialitate din țară și străinătate, peste 60 de contracte de cercetare științifică naționale sau internaționale (56 cu responsabilitate directă), trei cărți și un brevet de invenție.

## Experiența profesională
- 2004 – prezent: Președinte al Consiliului Național al Rectorilor
- 2004 – 2012: Rector, Universitatea “POLITEHNICA” din București
- 2001 – 2003: Ministrul Educației și Cercetării
- 1996 – prezent: Deputat în Parlamentul României, Secretar și membru în Comisia pentru Învățământ, Știință, Tineret și Sport
- 1995 – 1996: Secretar de Stat pentru Învățământul Superior, Ministerul Învățământului
- 1989 – 2009: Prodecan și decan, Facultatea de Chimie Industrială, Universitatea “POLITEHNICA” din București
- 22 decembrie 2008 - 1 octombrie 2009: Ministrul Educației și Cercetării
- 2 iulie 2012: Ministrul Educației și Cercetării
- 16 noiembrie 2018 - 2 august 2019: Ministrul Educației și Cercetării Naționale (demisă în urma unor afirmații controversate[4] cu privire la învățarea copiilor de a se proteja singuri)

## Ministru al educației

### Primul mandat
În timpul primului mandat de ministru al educației (28 decembrie 2000 - 19 iunie 2003), în perioada guvernului Adrian Năstase a adoptat mai multe măsuri pentru reformarea învățământului, dar care nu au avut rezultatul scontat.
Printre aceste măsuri controversate, care au creat o stare de confuzie, se pot enumera:
- obligativitatea examenului de admitere în facultăți și licee;
- schimbarea metodologiei de corectare la examenul de bacalaureat.

### Al doilea mandat
Al doilea mandat, în perioada guvernului Emil Boc (1), s-a desfășurat în perioada 22 decembrie 2008 - 1 octombrie 2009.
Înainte de începerea acestui mandat, Ecaterina Andronescu este una din inițiatoarele legii de majorare a salariilor cadrelor didactice cu 50%, lucru care a produs un puternic scandal în toamna lui 2008.

## Distincții, decorații
- 2002 - Steaua României în grad de Cavaler
- 2003 - Doctor Honoris Causa Universitatea Tehnică Iași, Universitatea A. Vlaicu Arad
- 2004 - Doctor Honoris Causa Universitățile Politehnica Timișoara, Suceava, Petroșani
- 2003 - membru corespondent al Academiei Tehnice Baia Mare
- 2004 - membru al Academiei Oamenilor de Știință
- 2003 - membru al Academiei de Științe Tehnice

## Alte activități
Este membru în Societatea Europeană de Ceramică, membru fondator Societatea Română de Ceramică, Societatea Română de Chimie, Societatea Română de Inginerie Chimică și membru al Academiei Oamenilor de Știință.
A candidat la Alegerile pentru Parlamentul European din Mai 2014 și a fost aleasă, dar a renunțat la mandat în favoarea lui Victor Negrescu. Motivul invocat a fost opțiunea personală de a se concentra pe reforma legislației educației. Președintele PSD și premierul de la acea dată, Victor Ponta, a declarat: „Am avut o discuție și încă, încă nu ne putem dispensa de doamna Andronescu, mai ales în ceea ce avem de făcut până în toamnă. Așa încât am căzut amândoi de acord ca va rămâne în Senat. Acum, azi am discutat și ața am decis împreună.”

## Acuzație de plagiat
La 29 noiembrie 2012, pe baza analizei unor profesori străini din domeniul chimiei, i s-a imputat plagierea unei lucrări științifice.
Acuzația de plagiat a fost publicată (29 noiembrie 2012) inițial de un cotidian german (Frankfurter Allgemeine Zeitung) informație preluată de pe site-ul anti-plagiat integru.org dar și în presa română. Acuzația ar fi formulată pe baza analizei unor specialiști în domeniu din Germania, Canada, Marea Britanie și SUA a lucrării publicate de Andronescu și Nechifor. Ministrul Ecaterina Andronescu dezminte aceste imputații printr-un comunicat al Ministerului Educației.

## Acuzații de corupție
Pe 26 septembrie 2014 Direcția Națională Anticorupție a solicitat Senatului începerea urmăririi penale pe numele Ecaterinei Andronescu, ministru al Comunicațiilor și Societății Informaționale la momentul faptelor pentru infracțiunile de trafic de influență, abuz în serviciu, luare de mită și spălare de bani în dosarul Microsoft. Senatul a încuviințat cererea de începere a urmăririi penale. Pe 1 februarie 2018 Direcția Națională Anticorupție a decis clasarea dosarului în privința Ecaterinei Andronescu ca urmare a intervenirii prescripției răspunderii penale.